# Amara moerens
Amara moerens is een keversoort uit de familie van de loopkevers (Carabidae). De wetenschappelijke naam van de soort werd in 1832 gepubliceerd door Zimmermann.